# Andrej Očenáš
Andrej Očenáš (* 8. Januar 1911 in Selce; † 8. April 1995 in Bratislava) war ein slowakischer Komponist.

## Leben
Seine Schulausbildung erhielt Andrej Očenáš am Gymnasium und in der Lehrerbildungsanstalt von Banská Bystrica. Ab 1929 war er als Lehrer in Medzibrod und Ivánka pri Dunaji tätig. Parallel dazu studierte er ab 1932 an der Musik- und Theaterakademie (Hudobná a dramatická akadémia), dem nunmehrigen Konservatorium Bratislava, Komposition bei Alexander Moyzes, Klavier bei Eugen Suchoň und Dirigieren bei Josef Vincourek. 1938 wechselte er nach Prag, wo er die Meisterklasse von Vítězslav Novák besuchte. Kriegsbedingt kehrte er 1939 in die Slowakei zurück, wo er in der Folge verschiedene Funktionen im Musikleben innehatte. Er arbeitete beim slowakischen Rundfunk, war Leiter mehrerer Chöre und Musikkritiker. 1949–1954 war er Kompositionslehrer und Direktor am Bratislavaer Konservatorium. 1958–1962 leitete er die Musikabteilung des slowakischen Rundfunks, danach unterrichtete er 1962–1972 erneut am Konservatorium und bis 1982 an der Hochschule für Musische Künste Bratislava (VŠMU) Komposition. Zu seinen Schülern am Konservatorium gehörten u. a. Ivan Parík, Jozef Sixta und Marián Varga, an der VŠMU Peter Kolman, Iris Szeghy und Norbert Bodnár. Außerdem war Očenáš in der Phase der ČSSR in zahlreichen organisatorischen Institutionen aktiv, so u. a. als Sekretär des Slowakischen Komponistenverbandes und 1977–1982 als Präsident des Tschechoslowakischen Verbandes der Komponisten und Konzertkünstler. In seinen Werken bedient er sich einer gemäßigt modernen Musiksprache, wobei er oft Elemente der slowakischen Volksmusik aufgreift. Seine Sujets sind von volkstümlichen, geographischen oder historischen slowakischen Themen dominiert. Gelegentlich gehen die Inhalte konform mit den politischen Ansprüchen des herrschenden Regimes. Sein musikalischer Nachlass befindet sich im Literárne a hudobné múzeum in Banská Bystrica.

## Preise und Auszeichnungen (Auswahl)
- 1948: Preis der Stadt Bratislava für Smrť Jánošíkova (Jánošíks Tod)
- 1961: Preis der Arbeit
- 1966: Ehrentitel „Zaslúžilý umelec“ (Verdienter Künstler)[1]
- 1969: Ján-Levoslav-Bella-Preis für Fresken op. 37 und Poem vom Herzen op. 38
- 1970: Klement-Gottwald-Preis
- 1971: Preis des Slowakischen Komponistenverbands für Symphonie von der Erde und vom Menschen op. 43
- 1974: Ján Levoslav Bella-Preis für die Klaviersonate Glocken op. 44
- 1978: Ehrentitel „Národný umelec“ (Nationalkünstler)

## Werke (Auswahl)

### Bühne
- Radúz a Mahuliena. Operette nach dem Bühnenstück von Julius Zeyer (1928)
- Beim Räubertanz. Ballettpantomime, Libretto: Andrej Očenáš nach Ľudo Ondrejov (1941–1942)
- Jánošíks Tod nach einem Libretto von Ján Botto (1948)
- Ein Jahr im Dorf nach einem Libretto von Karol L. Zachar (1948)
- Die jungen Männer von Šumiac. Tanzszene (1949)
- Verbunk (Anwerbung). Tanzszene (1950)
- Vrchárska pieseň (Gebirglerlied). Ballett nach einem Libretto von Ondrej Jariabek (1957)
- Roman von der Rose. Ballett nach Gedichten von Ján Smrek für Sprecher, Soli, Chor und Orchester op. 41 (1969–1970)

### Gesangsstimme(n) und Orchester
- Poštové holuby (Brieftauben). Liederzyklus nach Worten von Valentín Beniak für Sopran und Orchester (1938)
- Šumejú hory zelené (Die grünen Berge rauschen) nach Worten von Ján Botto für Soli, Chor und Orchester op. 2 (1937–1938)
- Weihnachtslieder und Pastorale für Chor und Orchester (1946)
- Weihnachtslieder aus Myjava für gemischten Chor und Orchester (1946)
- Wiegenlied für Sopran und Orchester (1948)
- Lied auf die kommunistische Partei. Kantate nach Worten von Ján Kostra für gemischten Chor und Orchester (1950)
- Prophezeiungen. Kantatenzyklus nach Texten von Pavol Országh Hviezdoslav für gemischten Chor und Orchester (1952)
- Meiner Generation nach Worten von Márie Kratochvílová für Bariton, Kinderchor und Orchester (1959)
- Das Feuer brennt, es brenntí. Kantate nach Worten von Ján Botto für gemischten Chor und Orchester (1962)
- Symphonie von der Erde und vom Menschen nach Texten von Vojtech Mihálik, Miroslav Válek und Wladimir  Majakowski für Chor und Orchester op. 43 (1970)
- Ich liebte dich. Laudatorium nach Worten von Andrej Plávka und Ján Kostra für Soli, Chor, Orgel und Orchester op. 46 (1973)
- Weg zur Sonne nach Worten von Jiří Wolker, Marie Pujmanová und Pavel Koyš für Soli, Chor und Orchester op. 56 (1980)[2]

### Orchester
- Štefániks Schicksal (1929)
- Suite (1. Orchestersuite)  (1937)
- Burleske Ouvertüre op. 1 (1940)
- Erzählungen vom Heimatland op. 3 (1943)
- Auferstehung. Musikalische Trilogie op. 4 (1945, rev. 1953 als op. 8)
- Meiner Nation op. 5 (1947)
  - 1. Pustý hrad
  - 2. Burg Trenčín
  - 3. Muráň
- Tänze aus Myjava (1949)
- Blühende Hänge der Heimat (1956)
- Einer von zwölf. Musik zu einem Passionsdrama (1958)
- Sinfonietta op. 35 (1966)
- Flammen des Mai. Symphonische Ouvertüre op. 45 (1972)
- Tschechoslowakische Ouvertüre op. 53 (1977)
- Zobrazenie života (Abbild des Lebens). Orchesterstudien für kleines Orchester op. 55 (1980)
- Zlátenie tradíciíc (Vergoldete Traditionen). Triptychon op. 57 (1985)
- Nové brehy s dúhou nad Dunajom (Neue Ufer mit einem Regenbogen über der Donau). Symphonisches Finale op. 58 (1985)

### Soloinstrument und Orchester
- Konzert für Violoncello und Orchester Nr. 1 op. 7 (1952, rev. 1953 als op. 7a)
- Ruralia slovaca für Cimbalom oder Klavier und Orchester op. 19 (1957)
- Konzert für Klavier und Orchester op. 20 (1959)
- Concertino für Flöte und Streichorchester op. 27 (1962)
- Konzert für Violine und Orchester op. 47 (1974–1975)
- Konzert für Violoncello und Orchester Nr. 2 op. 50 (1977)[3]

### Duos und Kammermusik
- Kindersuite für Violine und Klavier (1939)
- Thema und Variationen für Flöte und Klavier (1932)
- Impromptu für Violoncello und Klavier (1941)
- Streichquartett Nr. 1 „Bilder der Seele“ (1942)
- Concerto rustico für drei Violinen, Violoncello, Kontrabass, Klarinette und Cimbalom (1963)
- Klaviertrio op. 36 (1967)
- Fresken. Sonatine für Violine und Klavier op. 37 (1967, rev. 1971)
- Don Quijote. Suite für Violine und Violoncello op. 40 (1970)[4]
- Streichquartett Nr. 2 op. 42 „Etüden-Quartett“ (1970)
- Streichquartett Nr. 3 op. 54 „Echos des Glücks“ (1976–1977)
- Bläserquintett „dem Andenken P. O. Hviezdoslavs“ (1987)

### Klavier zu zwei oder vier Händen
- Erste Briefe. Suite (1933–1934)
- Capriccio (1939)
- Neuer Frühling (nach einer Kurzgeschichte von Ľudo Ondrejov) op. 11 (1954)
- Bilder aus Sagen. Suite (1957)
- Mädchentanz aus dem Ballett Vrchárska pieseň (Gebirglerlied) für Klavier zu vier Händen (1957)
- Glocken. Sonate op. 44 (1972)
- Hochzeitstänze op. 52 (1976)
- Variable Sonatíne op. 60 (1994)

### Orgel
- Orgelpastelle. Suite op. 26 (1961)
- Portraits op. 39 (1968)

### Violine solo
Poéma o srdci (Poem vom Herzen). Suite op. 38

### Lied
- Drei Lieder nach Volksdichtung für Alt und Klavier (1950)
- Aká to bola jar (Bratislavská jar) (Was war das für ein Frühling. Bratislavaer Frühling) nach Worten von  Pavel Koyš für mittlere Stimme und Klavier op. 13 (1955)
- Wie die Sterne fallen. Liederzyklus nach Worten von  Pavel Koyš für Sopran und Klavier op. 31 (1964)
- Briefe an eine Grauhaarige. Liederzyklus nach Texten von Milan Lajčiak für tiefere Stimme und Klavier op. 51 (1976)
- Galoppierende Tage. Zwei Lieder nach Worten von Ján Smrek für Bass und Klavier (1986)

### Film
- Zem môže dať viac (Die Erde kann mehr geben). Musik zu dem Dokumentarfilm, Regie: Stanislav Barabáš (1950)
- Kozie mlieko (Ziegenmilch). Musik zu der Filmkomödie, Regie: Ondrej Jariabek (1950)

Weiters eine Vielzahl an Chorsätzen a cappella und mit Instrumentalbegleitung, Volksmusikbearbeitungen, Musik für den Unterricht u. a.

## CD-Diskographie (Auswahl)
- Poéma o srdci op. 38 – Jindřich Pazdera (Violine) – auf: Českí umelci hrajú slovenskú hudbu (Slowakischer Musikfonds, 2009)
- Zvonili zore (Allegretto) aus  Zvony op. 44 – Tatiana Fraňová (Klavier) – auf: Opus 100 – Živý odkaz našej hudby (Opus, 2012)
- Poéma o srdci op. 38 – Milan Paľa (Violine) – auf: Violin Solo 5. Milan Paľa (Pavlik Records, 2013)
- Violinkonzert – Milan Paľa (Violine), Sinfonieorchester des Slowakischen Rundfunks, Dirigent: Mario Košik – auf: Slowakische Violinkonzerte (Slowakischer Musikfonds, 2013)